# Green Spine
Green Spine, van origine bekend als Southbank by Beulah, is een dubbele wolkenkrabber met een voorgestelde locatie in Melbourne, Australië, ontwikkeld door Beulah International, en ontworpen door architectenbureaus UNStudio and Cox Architecture. UNStudio is een Nederlands architectenbureau dat ook het ontwerp voor de Erasmusbrug en het Station Arnhem Centraal verzorgde. Op de huidige plek is nu nog een BMW dealer gevestigd. Als het gebouw naar ontwerp wordt voltooid zal het, het hoogste gebouw van Australië worden.

## Project
Het bouwwerk is onderdeel van een grootschaligere gebiedsontwikkeling op de zuidoever van Melbourne (Southbank). En de geschatte kosten van dit project zijn 2 miljard Australische dollars. Met de bouw van de twee torens van Green Spine zal worden begonnen in 2020. Toren 1 zal een hoogte krijgen van 356 meter, waarmee het het huidige hoogste gebouw van Australië voorbij gaat, de Q1, welke een hoogte heeft van 322 meter.  De tweede toren zal een hoogte krijgen van 252 meter, en zal voornamelijk bestaan uit hotelkamers en appartementen, maar ook een kantoorruimte is er gedacht. Beide torens hebben een lichte draaiing waardoor er terrassen en balkons ontstaan, waar bomen en ander groen op komt te staan, dit zal de toren een natuurlijke uitstraling geven. 